# Rito standard della Scozia
Il rito standard della Scozia (anche semplicemente rito scozzese) è uno dei riti iniziatici della massoneria. La sua esistenza è già attestata nel XVII secolo presso la Lodge of Edinburgh (Mary's Chapel) No.1 e la loggia Kilwinning No. 0, due fra le più antiche note al mondo, fondate prima del 1598.
Il termine "standard" nella codifica del 1969 e nel linguaggio comune indicano un rito tipicamente scozzese dal punto di vista storico e della diffusione geografica, piuttosto che una sua differenziazione da altre forme iniziatiche esistenti.

## Caratteristiche
Il rito è caratterizzato da cerimonie durante le quali i tempi sono scanditi dalla musica, mentre i ruoli e le posizioni cambiano di anno in anno, e, al di là dei codici scritti, si apprendono dai fratelli muratori che scelgono liberamente di trasferire la conoscenza della parte loro spettante nel rituale simbolico.
Gli aspetti amministrativi sono trattati brevemente e a margine dei riti. L'outfit è funzionale alla cerimonia..

## Gradi
Il rito scozzese era inizialmente suddiviso nei cinque gradi riportati di seguito, in ordine temporale:
1. Apprendista
2. Compagno
3. Maestro
4. Marchio[4][5] (in francese marque[6])
5. Venerabile.

A seguito di una legge sulle società segrete promulgata nel 1799 in Inghilterra, il sistema venne così modificato:
1. Apprendista
2. Compagno + marchio
3. Maestro

La cerimonia segreta di insediamento del venerabile viene ufficialmente eliminata dai ranghi, diventando un momento e una componente della cerimonia di insediamento della loggia.

In Francia il sistema è stato ulteriormente semplificato per non differenziarsi troppo dagli altri riti massonici, secondo lo schema seguente: 
1. Apprendista
2. Compagno
3. Maestro.

Vengono quindi a mancare i ranghi di "Marchio" e di "Venerabile".

Sebbene il titolo di "Venerabile" sia più notoriamente associato al rango di Maestro, al quale spetta di diritto come appellativo onorifico, tuttavia è attestata anche la più rara denominazione di venerabile apprendista (vénérable apprenti ed anche l'impiego del termine rivolto alla comunione e alla fratellanza massonica, in modo simile alla pratica in uso nella Chiesa Cattolica ("Venerabili Fratelli") e in altre confessioni cristiane.

## Nel mondo

### Francia

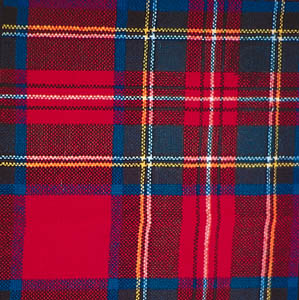
Tartan "Royal Stuart"

Nel 1986, lo Standard Ritual of Scottish Freemasonry fu tradotto in francese, integrato con lo Scottish Craft Ritual, pubblicato a Edimburgo nel 1954, e con il The Scottish Workings of Craft Masonry, dato alle stampe a Londra nel 1967.

Nonostante l'esistenza di una codifica scritta, la Gran Loggia Nazionale di Francia autorizzò formalmente il rito scozzese soltanto a partire dai primi anni 2000. La stessa decisione fu adottata dalla Grande Loge traditionnelle et symbolique Opéra (GLTSO) il 9 febbraio 2008.
Mentre in Scozia il grembiule denota la loggia di appartenenza, generando una varietà di stili e colori possibili, in Francia invece il grembiule indica il rito di iniziazione.
L'abito ufficiale definito dalla Gran Loggia Nazionale di Francia e ripreso "tale e quale" dalla GLTSO è adornato solamente da un tartan in stile Royal Stuart. Il grembiule è indossato sotto una giacca simile a quelle abbinate col kilt dagli scozzesi, le quali sono più corte delle giacche comuni e aperte davanti per fare spazio allo sporran. Il grembiule è a sua volta molto meno coprente di una giacca per kilt.

### Scozia
Tramandato da una generazione di muratori alla successiva, il rito fu per secoli caratterizzato da quella stessa tradizione orale che aveva permesso alla muratoria medievale di custodire gelosamente i segreti della propria maestranza all'interno di una corporazione chiusa e limitata, nella quale i figli d'arte ereditavano dal padre l'appartenenza insieme alla manualità del mestiere. 

Proprio ai costruttori di cattedrali del periodo medievale, il nuovo corso settecentesco della Massoneria ricondusse le proprie radici storiche.
Il rito scozzese fu codificato nel XIX secolo come la maggior parte degli altri riti di iniziazione massonica. L'ultima riforma risale allo Standard Ritual of Scottish Freemasonry, pubblicato nel '69 e vigente a più di mezzo secolo di distanza.

L'aggettivo "standard" non rappresentò un giudizio di valore né un confronto rispetto agli altri rituali esistenti -quali il Rito scozzese antico e accettato oppure il Rito scozzese rettificato-, bensì il mero riflesso del senso comune scozzese, che, sostanzialmente ignaro degli altri riti, aveva storicamente conosciuto esclusivamente il Rito scozzese, che era al contempo la forma di iniziazione più diffusa nel Paese, riconosciuta come fattore identitario. L’aggettivo "standard" era inteso nell'accezione di "rito comune".